# Teijsmanniodendron subspicatum
Teijsmanniodendron subspicatum là một loài thực vật có hoa trong họ Hoa môi. Loài này được (Hallier f.) Kosterm. miêu tả khoa học đầu tiên năm 1951.